# Skrivanek
Skrivanek – firma tłumaczeniowa i szkoła językowa. Została założona w Czechach w 1994 roku. Obecnie ma ponad 50 biur w 17 krajach i zatrudnia 300 pracowników i 8000 współpracowników. Siedziba główna znajduje się w Pradze.

## Historia
Do 1989 roku w krajach należących do Układu Warszawskiego tłumaczenia były wykonywane przede wszystkim przez agencje państwowe. Po upadku komunizmu (w Czechach – aksamitnej rewolucji) w 1990 r. Pavel Skřivánek wykorzystał nowe możliwości pojawiające się na rynkach Europy Wschodniej i założył firmę translatorską Překladatelský servis skřivánek, s.r.o. W ciągu kilku lat Skrivanek został liderem na rynku tłumaczeń i lokalizacji w Czechach i rozpoczął ekspansję na inne rynki Europy Środkowo-Wschodniej.
W 2007 roku firma zajęła 20. miejsce w rankingu agencji translatorskich prowadzonym przez Common Sense Advisory – oraz 1. pod względem liczby biur.
W 2002 roku firma uzyskała certyfikat EN ISO 9001:2001. Skrivanek jest oficjalnym dostawcą usług dla Unii Europejskiej.
W ofercie znajdują się tłumaczenia pisemne i ustne oraz lokalizacja oprogramowania, nauczanie języków obcych, także metodą blended learning.
Skrivanek rozpoczął działalność w Polsce w 1997 roku, obecnie prowadzi biura w 11 miastach (Lublin, Rzeszów, Kraków, Katowice, Wrocław, Poznań, Łódź, Warszawa, Szczecin, Gdańsk i Bydgoszcz). Początkowo biuro oferowało tylko tłumaczenia ustne i pisemne, ale z czasem oferta została poszerzona o kolejne usługi.

## Struktura organizacyjna i oddziały
Czeska spółka-matka ma oddziały w następujących krajach (dla każdego kraju podano miasta z największymi biurami):
- Austria – Wiedeń
- Belgia – Bruksela
- Bułgaria – Sofia, Płowdiw
- Brazylia – São Paulo
- Chiny – Pekin
- Czechy – Praga, Brno, Ostrawa, Pilzno
- Estonia – Tallinn
- Litwa – Wilno
- Łotwa – Ryga
- Niemcy – Berlin
- Polska – Warszawa, Gdańsk, Katowice, Lublin
- Słowenia – Lublana
- Słowacja – Bratysława, Koszyce, Bańska Bystrzyca
- USA – Nowy Jork
- Węgry – Budapeszt

## Członkostwo
Skrivanek jest członkiem w następujących organizacjach:
- Translation Automation User Association (TAUS)
- TAUS Data Association
- Globalization and Localization Association (GALA)
- Association of Czech Translation Agencies (ACTA)
- Association of Translation Agencies (ATC)
- Izba Handlowa Republiki Czeskiej